# Da Yie
Da Yie (lit. ‘Bona nit’) és un curtmetratge del 2019 dirigit pel belga d'origen ghanès Anthony Nti. Entre d'altres, el 2020 va guanyar el Festival Internacional de Curtmetratges de Clermont-Ferrand i va estar entre els finalistes dels Los Angeles Student Film Awards.
Va ser produït per Anthony Nti, Chingiz Karibekov i Dimitri Verbeek i va ser distribuït internacionalment per Salaud Morisset.

## Sinopsi
En una jornada assolellada a Ghana, un desconegut s'enduu dos infants, Matilda i Prince, en un viatge en cotxe que els canviarà la vida per la costa del país. Tots tres es comencen a apreciar tant que Bogah, l'estrany, comença a qüestionar-se la motivació original per al viatge.

## Elenc
- Goua Robert Grovogui com a Bogah
- Prince Agortey com a Prince
- Matilda Enchil com a Matilda

## Premis i reconeixements
Ha estat seleccionada en més de 130 festivals arreu del món. De fet, el febrer del 2021, va formar part de les nominacions a Oscar al millor curtmetratge en els Premis Oscar de 2020.
| Any  | Festival                                           | Categoria                                   | Resultat  |
| ---- | -------------------------------------------------- | ------------------------------------------- | --------- |
| 2019 | Ghent International Film Festival                  | Premi Popular                               | Guanyador |
| 2020 | Clermont-Ferrand International Short Film Festival | Gran Premi                                  | Guanyador |
| 2020 | Palm Springs International ShortFest               | Millor Curtmetratge d'Estudiants            | Nominat   |
| 2020 | Festival de Cinema de Londres                      | Millor Curtmetratge                         | Nominat   |
| 2020 | La Guarimba International Film Festival            | Millor Curtmetratge de Ficció               | Nominat   |
| 2020 | Princeton Independent Film Festival                | Gran Premi del Jurat                        | Guanyador |
| 2020 | Galway Film Fleadh                                 | Millor Curtmetratge Internacional de Ficció | Nominat   |
| 2020 | Asiana International Short Film Festival           | Competició Internacional                    | Nominat   |
| 2020 | GSA BAFTA Student Film Awards                      | Millor Live Action                          | Nominat   |
| 2020 | Telluride Film Festival                            | Grans Expectatives                          | Nominat   |
| 2020 | Fribourg International Film Festival               | Menció especial                             | Guanyador |
| 2020 | Melbourne International Film Festival              | Gran Premi de Millor Curtmetratge           | Guanyador |
| 2020 | Encounters Film Festival                           | Gran Premi Brief Encounters                 | Nominat   |
| 2020 | Calgary International Film Festival                | Millor Curtmetratge Live Action             | Nominat   |
| 2020 | Tirana International Film Festival                 | Millor Film d'Estudiants                    | Nominat   |
| 2020 | Indy Shorts International Film Festival            | Gran Premi de Millor Curtmetratge Narratiu  | Guanyador |